# Археораптор

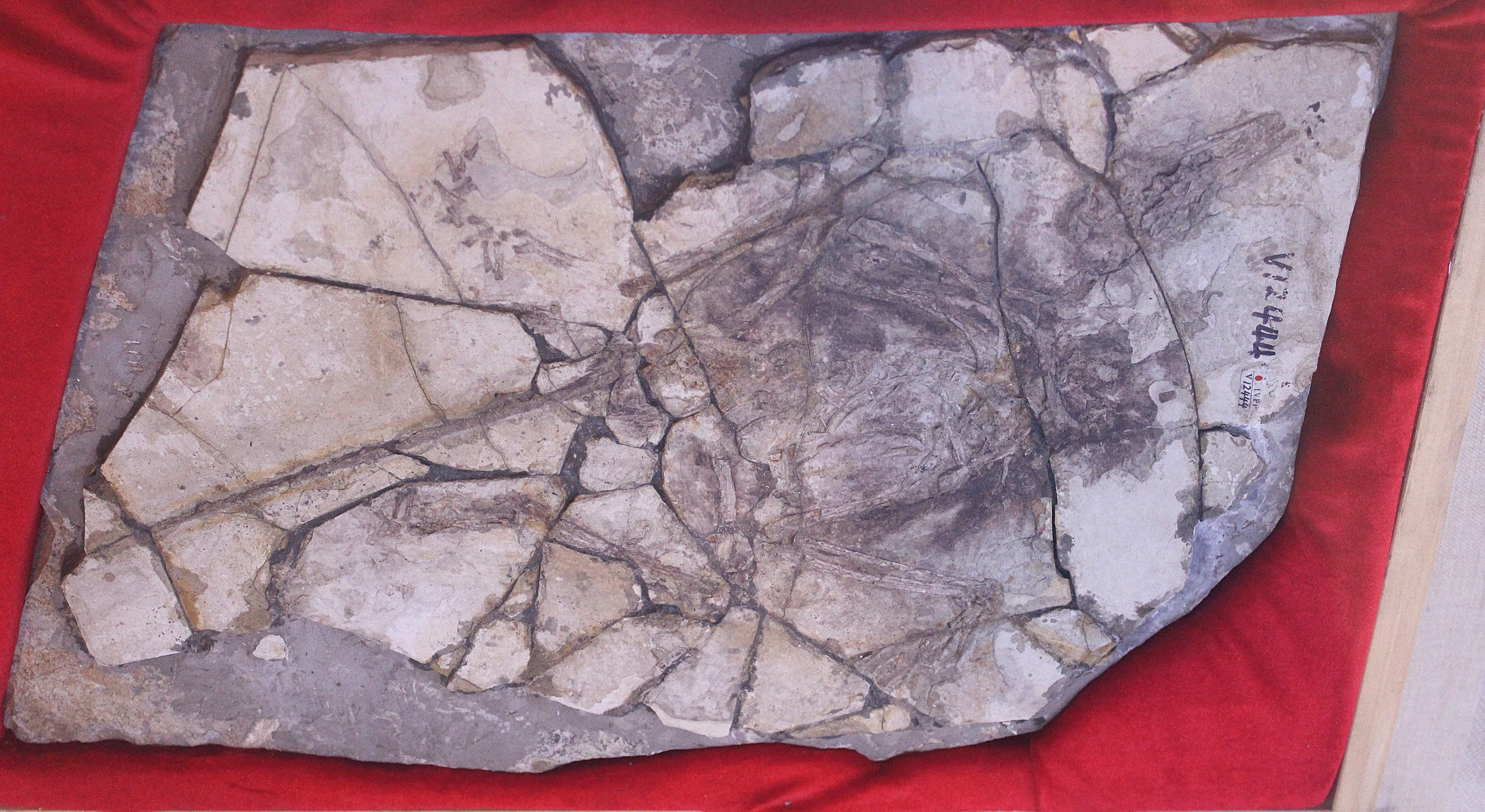
Скам'янілість «археораптора»

Археораптор — родова назва, неофіційно дана в 1999 р. у статті журналу «National Geographic» викопному організму, знайденого в Китаї. У статті стверджувалося, що ці скам'янілості являють собою «відсутню ланку» між птахами та наземними динозаврами з групи тероподів. Серйозні сумніви в автентичності знахідки, які підтвердилися в подальших дослідженнях, з'явилися ще до публікації. «Скам'янілість» виявилася підробкою, зібраної з частин кількох скам'янілостей інших викопних видів. Чжоу та ін. виявили, що голова і верхня частина тіла належать особині викопного птаха Yanornis. Проведені у 2002 році дослідження показали, що хвіст належить маленькому крилатому динозавру мікрораптору з родини дромеозавридів, який був описаний за два роки до цього. Нижні ж кінцівки належать досі невідомій тварині.
Скандал з «археораптором» не обійшовся без наслідків. Він звернув увагу на незаконний продаж скам'янілостей в Китаї, а також необхідність ретельних наукових перевірок публікацій про «відсутні ланки» еволюції в нереферованих журналах. Крім того, креаціоністи отримали черговий привід для заяв, що ставлять під сумнів сучасну еволюційну теорію. Попри те, що «археораптор» виявився підробкою, знайдено безліч скам'янілостей крилатих динозаврів, що показують наявність еволюційного зв'язку між птахами та іншими тероподами.

## Скандал

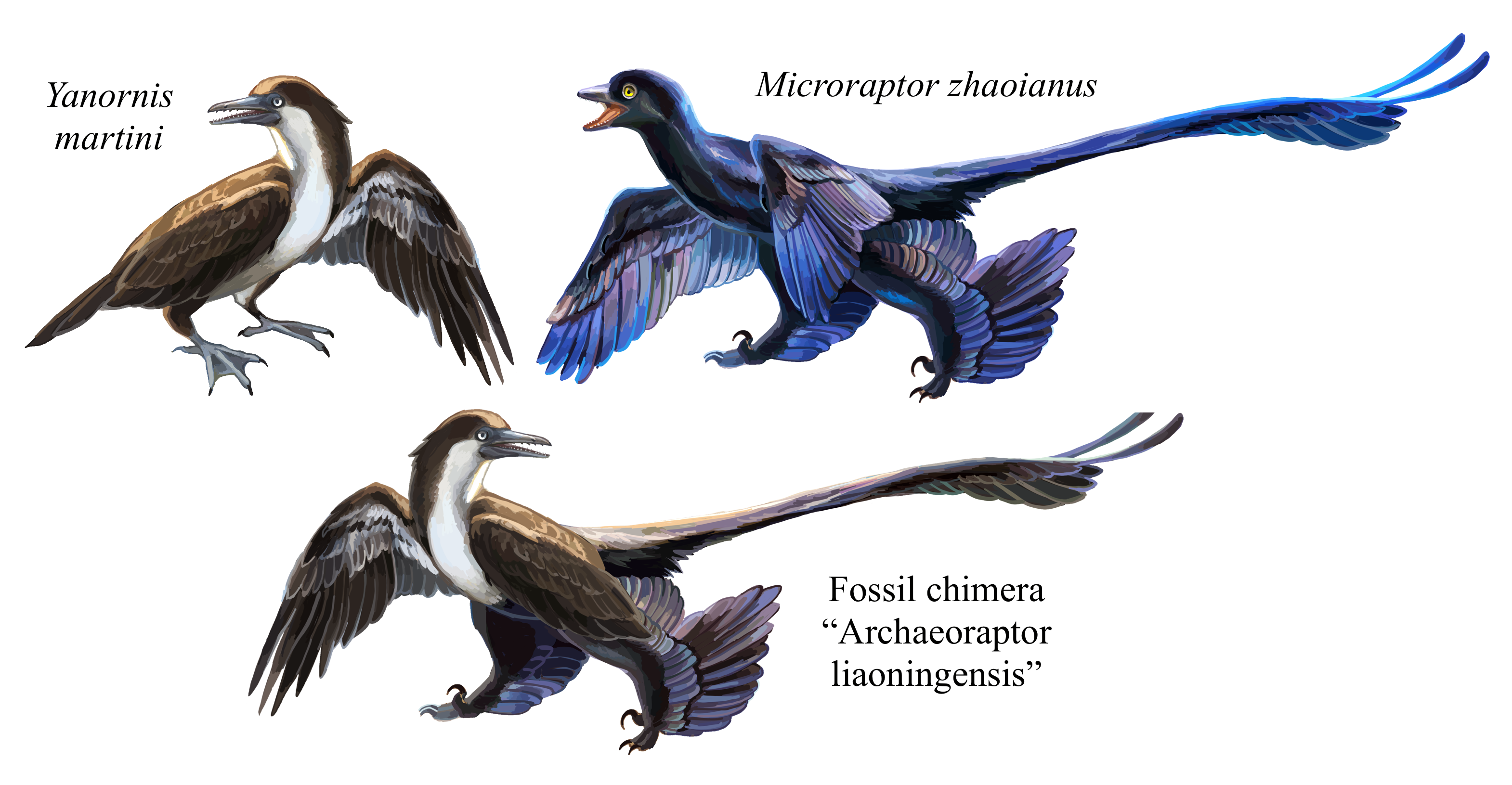
Гіпотетична реконструкція «археораптора» та його відомих складових, янорніса та мікрораптора

Згідно з репортажем National Geographic, історія «археораптора» брала початок у липні 1997 року в китайському місті Сясанцзязі, де фермери регулярно копали кирками сланцеві ями та продавали скам'янілості дилерам по дешевій ціні. Це була незаконна практика, але тоді вона була поширеною. У цьому випадку один фермер знайшов рідкісну скам'янілість зубастого птаха разом з відбитками пір'я. За час збирання скам'янілість розбилася на шматки. Пізніше у тій самій ямі фермер знайшов фрагменти, що включали оперений хвіст і ноги. Він з'єднав кілька таких уламків разом так, як вважав правильним. Він знав, що це зробить скам'янілість більш цілісною на вигляд і, відповідно, більш дорогою. У червні 1998 року скам'янілість була продана анонімному дилеру і контрабандою переправлена до Сполучених Штатів. За словами влади в Пекіні, жодна скам'янілість не може покинути Китай легально.
«Археораптор» був представлений на пресконференції, проведеній журналом «National Geographic» в жовтні 1999 р. На тій же пресконференції було оголошено про плани повернення скам'янілості китайській владі, оскільки вона була вивезена з країни незаконно. У листопаді 1999 року журнал «National Geographic» представив скам'янілість в написаній художнім редактором Крістофером Слоану статті про крилатих динозаврів і походження птахів. У ній стверджувалося, що скам'янілість — це «відсутня ланка між земними динозаврами та птахами, які могли фактично літати», згадавши цю тварину як Archaeoraptor liaoningensis, і оголосивши, що пізніше це стане офіційною назвою. У перекладі Archaeoraptor liaoningensis звучить як «древній грабіжник Ляоніна». Слідом за публікацією негайно статтю розкритикував Сторрс Лавджой Олсон, куратор птахів в Національному музеї природознавства у Вашингтоні. В інформаційному бюлетені свого музею він засудив публікацію наукової назви в популярному журналі, назвавши це «кошмаром».
3 лютого 2000 р. «National Geographic» опублікував пресреліз, в якому говорилося, що скам'янілість могла бути зібрана з частин реальних скам'янілостей різних видів. У тому ж місяці редактор «National Geographic» Білл Аллен заявив журналу «Nature», що був «в сказі» коли дізнався про можливу фальсифікацію скам'янілості. У березневому номері журналу в листі доктора Сюй Сіна говорилося, що хвостовий відділ найімовірніше не відповідає верхній частині тіла «археораптора». У жовтні 2000 р. «National Geographic» опублікував результати власного розслідування у статті, написаній журналістом Льюїсом М. Сіммонсом. У ній визнавалося, що скам'янілість є підробкою, і що, по суті, кожен учасник проєкту в чомусь помилявся.